# Klukwan
Klukwan é uma Região censo-designada localizada no estado americano de Alasca, no Skagway-Hoonah-Angoon Census Area.

## Demografia
Segundo o censo americano de 2000, a sua população era de 139 habitantes.

## Geografia
De acordo com o United States Census Bureau, a localidade tem uma área de 4,9 km², dos quais 3,2 km² cobertos por terra e 1,7 km² cobertos por água.

## Localidades na vizinhança
O diagrama seguinte representa as localidades num raio de 40 km ao redor de Klukwan.